# ヴィルヘルム・フォン・ホーエンツォレルン＝ジグマリンゲン
ヴィルヘルム・フュルスト・フォン・ホーエンツォレルン＝ジグマリンゲン（ドイツ語: Wilhelm Fürst von Hohenzollern-Sigmaringen, 1864年3月7日 - 1927年10月2日）は、プロイセン王国およびドイツ帝国の貴族。

## 生涯
1864年3月7日、ホーエンツォレルン＝ジグマリンゲン侯レオポルトとその妻であったポルトガル王女アントニア（マリア2世の四女）の間に長男（第1子）としてデュッセルドルフのベンラート城で生まれた。全名はヴィルヘルム・アウグスト・カール・ヨーゼフ・ペーター・フェルディナント・ベネディクト（Wilhelm August Karl Joseph Peter Ferdinand Benedikt）。
1905年に父が死去すると、ホーエンツォレルン＝ジグマリンゲン侯家の家長位を継承した。
1927年10月2日、ホーエンツォレルン州のジグマリンゲンで死去した。ホーエンツォレルン侯家の家長位は長男のフリードリヒが嗣いだ。

## 結婚と子女
2度結婚している。最初の妻であるマリア・テレジア（両シチリア王子ルイジの娘）とは1889年6月27日にジグマリンゲンで結婚した。
マリア・テレジアとの間に以下の2男1女を儲けた。フリードリヒとフランツ・ヨーゼフは双子である。
- アウグステ・ヴィクトリア・ヴィルヘルミーネ・アントニエ・マティルデ・ルドヴィカ・ヨゼフィーネ・マリア・エリーザベト（1890–1966） - ポルトガル王マヌエル2世妃、のちドゥグラス伯爵ロベルト（スウェーデン語版）夫人
- フリードリヒ・ヴィクトル・ピウス・アレクサンダー・レオポルト・カール・テオドール・フェルディナント（1891–1965） - ホーエンツォレルン侯家家長
- フランツ・ヨーゼフ・マリア・ルートヴィヒ・アントン・タッシロ（1891–1964）

二人目の妻はバイエルン王女アーデルグンデ（ルートヴィヒ3世の長女）で、1915年1月20日にミュンヘンで結婚した。アーデルグンデとの間に子供はいなかった。

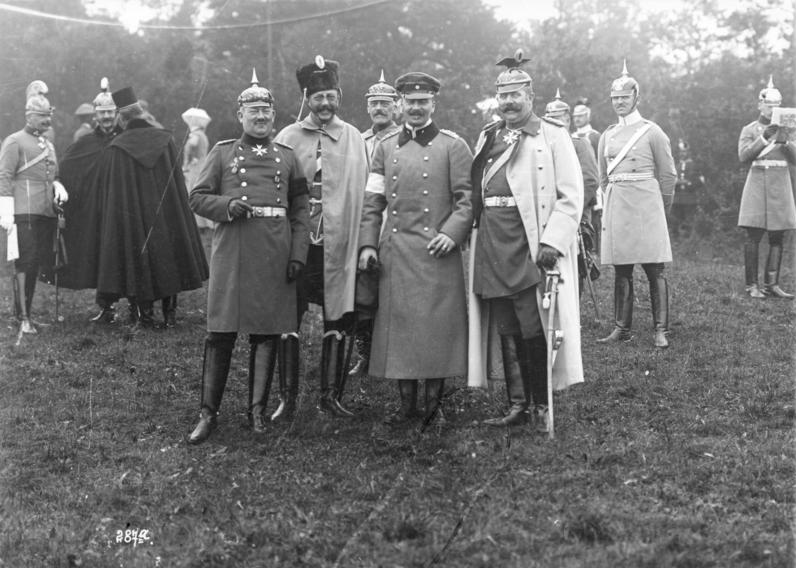
一番左がヴィルヘルム。エスターライヒ大公フランツ・ザルヴァトール、メクレンブルク＝シュヴェリーン大公フリードリヒ・フランツ4世、エスターライヒ＝エステ大公フランツ・フェルディナントと（1909年）